# Landtagsgebäude und Staatsministerium Oldenburg
Das Landtagsgebäude und das unmittelbar daneben stehende Staatsministerium sind historische Regierungsgebäude am Theodor-Tantzen-Platz in Oldenburg. Errichtet wurden beide Bauten in den Jahren 1914 bis 1916/17 im Auftrag des Großherzogtums Oldenburg durch den Stuttgarter Architekten Paul Bonatz.

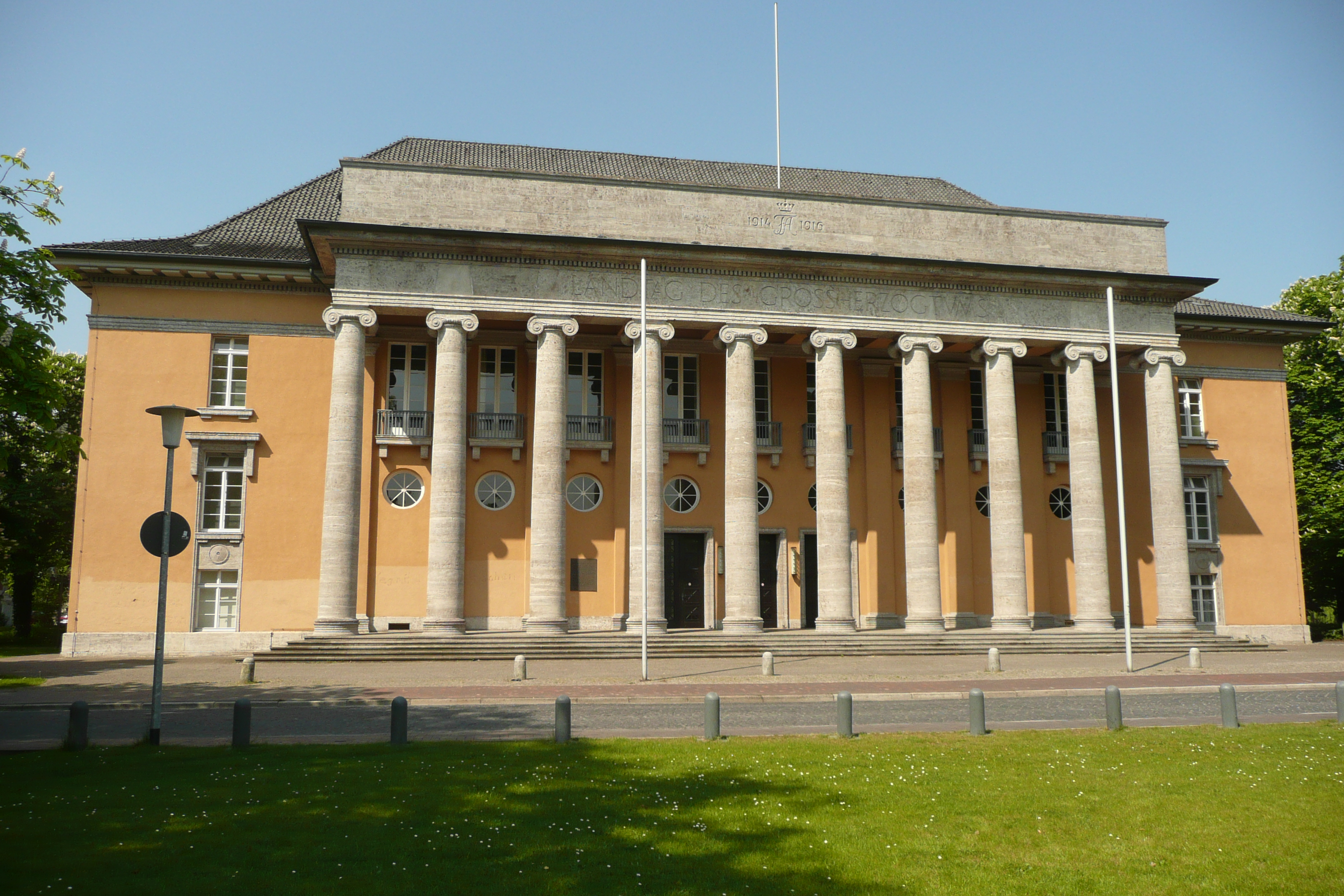
Landtagsgebäude

## Geschichte
Dem Bau des Landtagssitzes war ein Ideenwettbewerb vorausgegangen, bei dem unter anderem der Architekt Karl Wiener einen ersten Preis erhalten hatte. Verwirklicht wurden die ersten Pläne nicht. Stattdessen kam der Entwurf des Stuttgarter Architekten Paul Bonatz fünf Jahre später zur Ausführung.
Das Landtagsgebäude war Sitz des Oldenburgischen Landtags. Zuvor war seit 1848 die 1837–1838 erbaute Militärakademie am Pferdemarkt als Landtagsgebäude genutzt worden.
Landtagsgebäude und Staatsministeriumsgebäude dienten auch nach 1918 weiterhin dem Parlament und der Regierung des Freistaates Oldenburg. Nach der Eingliederung des Landes Oldenburg in das Land Niedersachsen war hier zunächst die Behörde des Präsidenten des Niedersächsischen Verwaltungsbezirks Oldenburg untergebracht. Im Landtagsgebäude befand sich von 1945 bis zu ihrer Auflösung 1956 die britische Militärregierung für die Oldenburger Region. Seit 1978 waren die Gebäude Sitz der neugebildeten Bezirksregierung Weser-Ems. Heute ist es Sitz der Oldenburger Polizeidirektion.

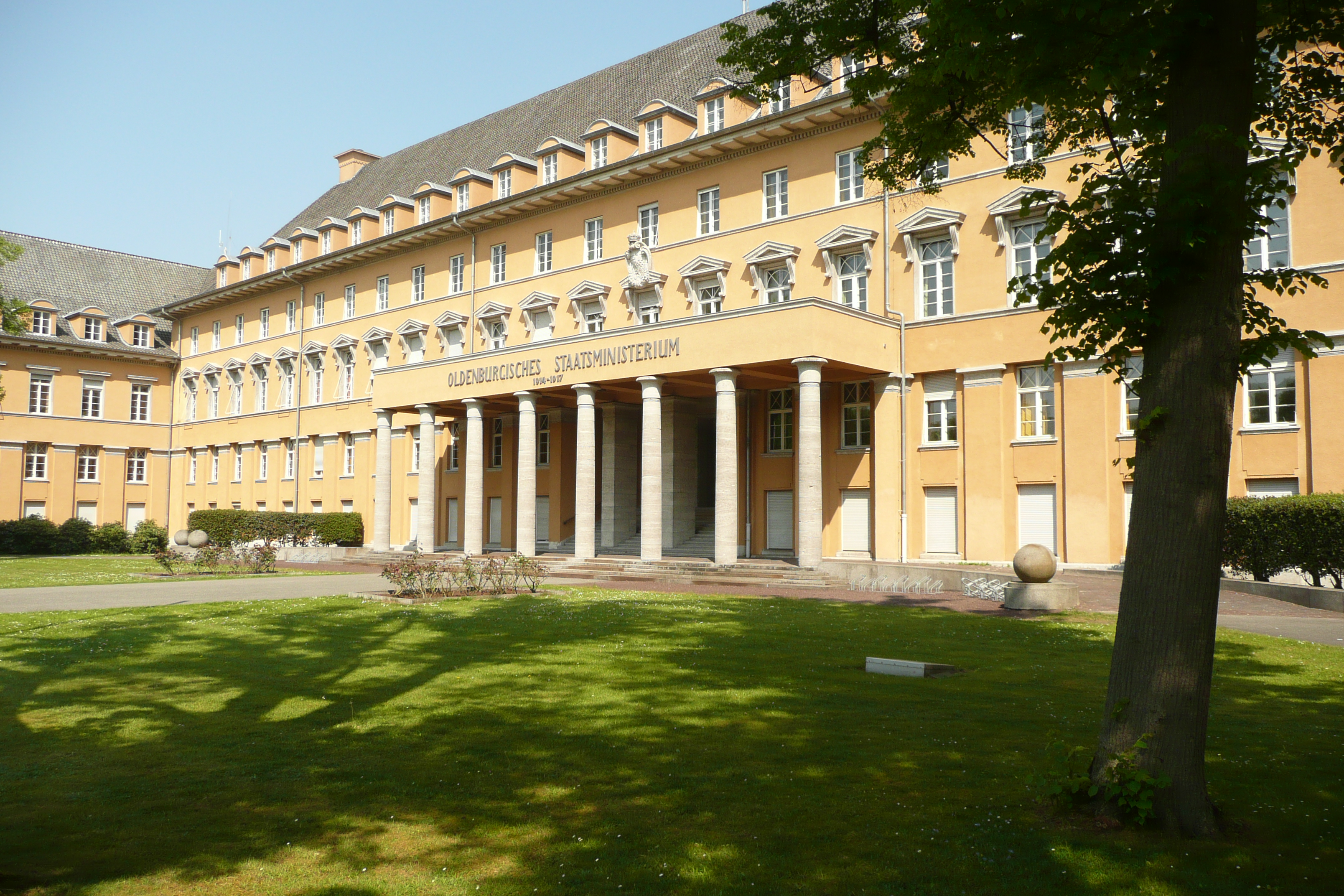
Das Oldenburgische Staatsministerium war Amtsstätte der Oldenburgischen Ministerpräsidenten und nach 1946 Sitz des Präsidenten des Verwaltungsbezirks Oldenburg bzw. der Bezirksregierung Weser-Ems

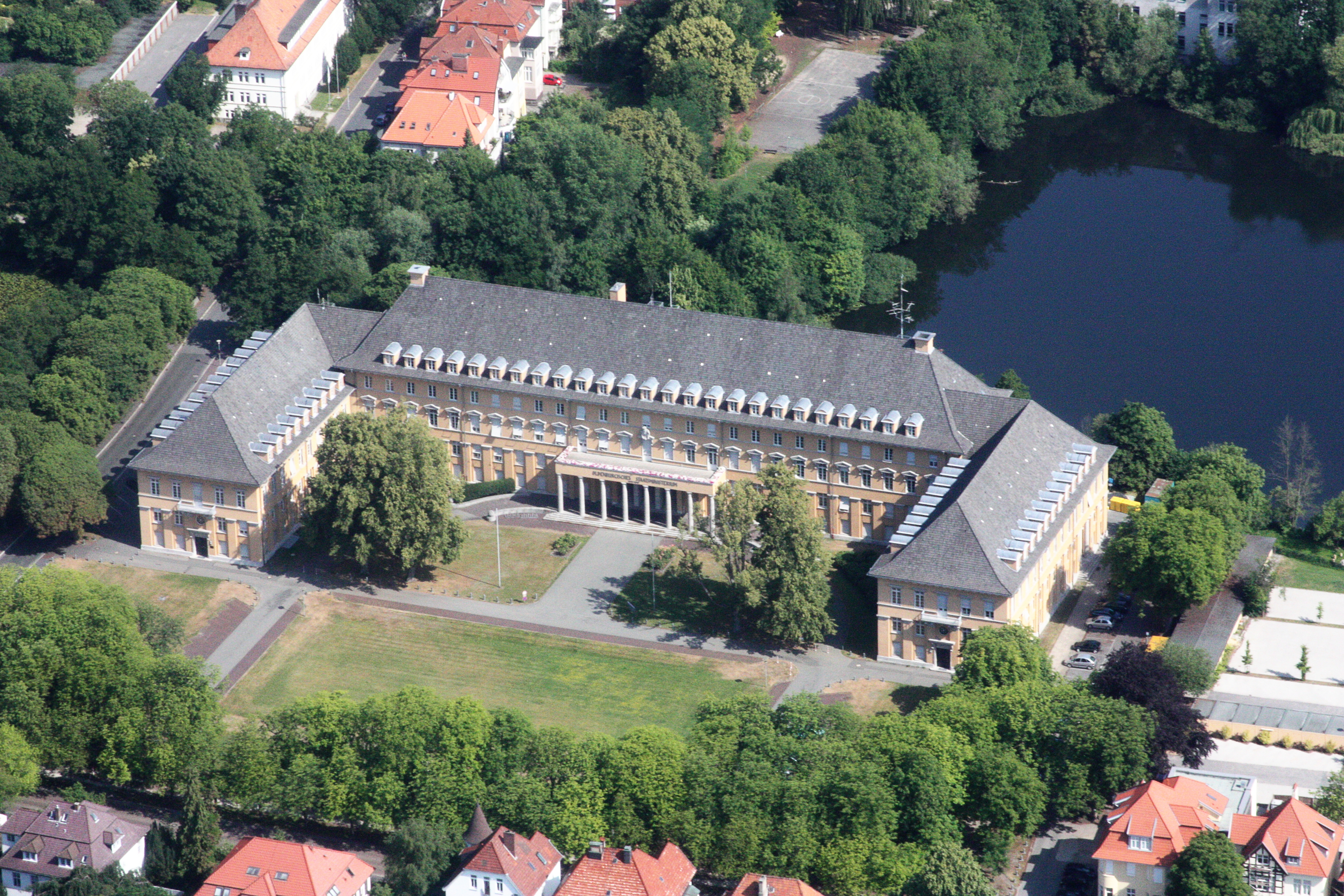
Luftaufnahme des Staatsministeriums

Seit Auflösung der Bezirksregierung dient das Ministerialgebäude zur Unterbringung verschiedener Landesbehörden. Im „Alten Landtag“ befinden sich mehrere Schulungsräume sowie die öffentliche, stark von den benachbarten Behörden genutzte Kantine. Der ehemalige Plenarsaal des Landtages wird bei Bedarf auch heute noch als großer Besprechungsraum genutzt. Daneben dient das Gebäude gelegentlich auch kulturellen Zwecken.
1960 wurde axial zur Dreiflügelanlage des Staatsministeriums das Ehrenmal des Oldenburgischen Infanterie-Regiments Nr. 91 aufgestellt, das sich zuvor auf dem Schlossplatz befand.